# Peplominettia milleri
Peplominettia milleri är en tvåvingeart som beskrevs av Papp 1991. Peplominettia milleri ingår i släktet Peplominettia och familjen lövflugor.
Artens utbredningsområde är Algeriet. Inga underarter finns listade i Catalogue of Life.